# Actio Serviana
Die actio Serviana, später auch: actio pigneraticia (in rem) (lateinisch pignus = Pfand; abgeleitet von pangere = befestigen) und actio hypothecaria, seit der Spätklassik belegt auch als vindicatio pignoris war eine dingliche prätorische Pfandklage des antiken römischen Rechts.
Der landwirtschaftlichen Verpachtung von Grundstücken lag regelmäßig eine Verpfändungsabrede zugrunde. Der Pächter berechtigte den Verpächter bei vertraglichen Leistungsstörungen dazu, unmittelbar auf die von ihm eingebrachten Sachen (invecta illata) zugreifen zu dürfen. Das Pfandrecht hatte dingliche Wirkung, denn der Verpächter konnte Pfandstücke auch von Dritten herausverlangen. Zusätzlichen Rechtsschutz räumte ein prohibitorisches interdictum possessorium (Serviana) ein, das dem Pächter auferlegte, den Verpächter bei der Eintreibung nicht am Zugriff zu hindern. Strittig ist allerdings, ob das Interdikt auch gegenüber dem Zugriff durch Dritte galt.
Wurden die zugrundeliegenden vertraglichen Pfandrechte missachtet, erhielt der Verpächter eines Grundstücks mit der actio Serviana das Recht, auf die vom Pächter in das Grundstück eingebrachten Sachen zuzugreifen. Später wurde das Klageziel noch ausgeweitet, denn der Verpächter durfte auf Herausgabe von Pfandstücken klagen, die sich außerhalb des Grundstücks befanden. Der Anspruch geht auf den vorklassischen Juristen Servius Sulpicius Rufus zurück, der die actio im 1. Jahrhundert v. Chr. einführte.
Abzugrenzen war die Legisaktion gegen die actio Publiciana, mit der durch Ersitzung erlangter Besitz geschützt wurde. 
Die actio Serviana wurde später auf andere Verpfändungsfälle erstreckt, so beispielsweise die Hypothek. Um der Gleichstellung Ausdruck zu verleihen, wurde sie fortan auch als actio quasi Serviana bezeichnet, was eine Gleichstellungsklausel zum Ausdruck bringt. Die Quellen geben zudem weitere Begrifflichkeiten wieder, wie actio pigneratitia in rem, actio hypothecaria und vindicatio pignoris.

“Proprie pignus dicimus, quod ad creditorem transit, hypothecam, cum non transit nec possessio ad creditorem.”

„pignus im eigentlichen Sinne nennen wir das, was auf den Gläubiger übergeht, von hypotheca sprechen wir, wenn der Besitz nicht auf den Gläubiger übergeht.“